# Minfla
Minfla est une localité du centre-ouest de la Côte d'Ivoire et appartenant au département de Zuénoula, dans la Région de la Marahoué. La localité de Minfla est un chef-lieu de commune.